# Dynastie thrace
Pour les articles homonymes, voir Thrace (homonymie).

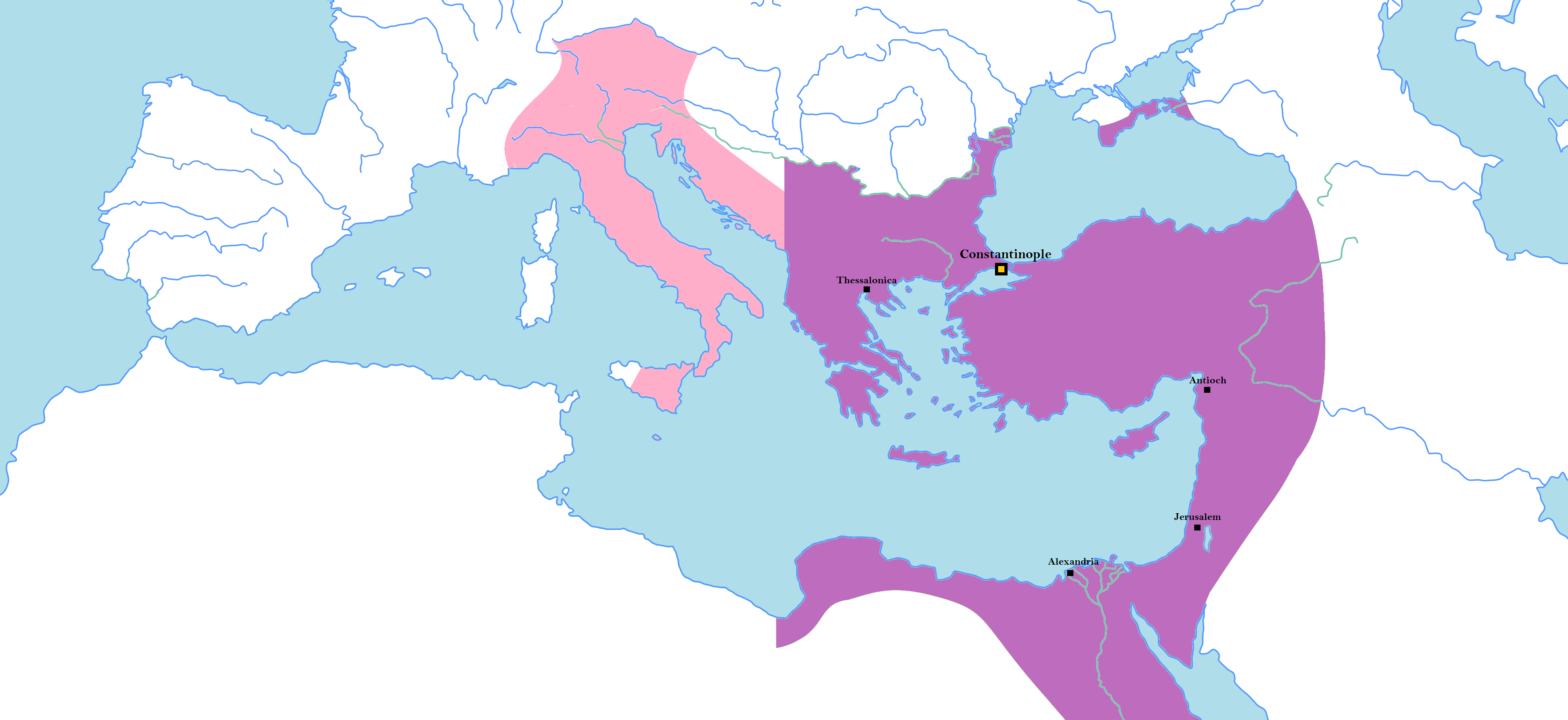
L’Empire romain sous la dynastie thrace entre 476 et 480. La partie occidentale (en rose) est considérée comme faisant alors toujours partie de l’unique Empire romain.

La dynastie thrace (ou léontine) a régné de l’accession de Léon Ier au trône en 457 jusqu’à la mort d’Anastase Ier en 518.
La dynastie théodosienne s’éteint à la mort de l’empereur Marcien en 457. Le général et patrice Aspar, véritablement aux commandes de l’empire, ne pouvant monter sur le trône parce qu’Alain d’origine et de confession arienne y nomme un de ses officiers, Léon, espérant gouverner l’empire à travers lui. Léon Ier parvient toutefois à se débarrasser de cette emprise en s’alliant au clan des Isauriens, dont le chef, Tarasicodissa, plus tard, épouse sa fille et prend le nom de Zénon. À la mort de Léon Ier en 474, son fils unique, Léon II, âgé de sept ans, nomme son beau-père coempereur, avant de mourir à son tour quelques mois plus tard.
Devenu empereur, Zénon devient seul empereur d’Orient et d’Occident lorsque le général goth Odoacre dépose le dernier empereur romain d’Occident, Romulus Augustule, en 476 et, après le bref intervalle de Julius Nepos, renvoie les insignes impériaux à Constantinople. Brièvement remplacé par le général Basiliscus en 457-458 à l’instigation de sa belle-mère Aelia Verina, Zénon reprend le combat contre le roi des Ostrogoths, Théodoric, parti de Mésie pour s’installer avec son peuple en Épire. Il finit dans un premier temps à se rallier celui-ci en le nommant sénateur, généralissime et patrice et, dans un deuxième temps, à s'en débarrasser en l’envoyant combattre Odoacre en Italie où il s’installe avec son peuple en 490. Zénon a moins de succès sur le plan religieux alors que  ses tentatives pour réconcilier partisans de l’orthodoxie et du monophysisme en publiant un édit d’Union (l’Hénotikon) réussissent seulement à déchainer la fureur des deux camps.
À la mort de Zénon en 491, le pouvoir est confié à un noble romain déjà âgé, Anastase, qui se joint à la dynastie en épousant la même année la veuve de l’ancien empereur, Adriane. Profitant d’une conjoncture économique favorable, celui-ci parvient à mettre un terme aux pressions exercées par les Isauriens sur le gouvernement, à réformer le système économique et à reconstruire l’armée. Les tensions sociales et religieuses demeurent vives pendant son règne, mais sans risquer davantage la survie de l’empire.

## LéonIer(457-474)

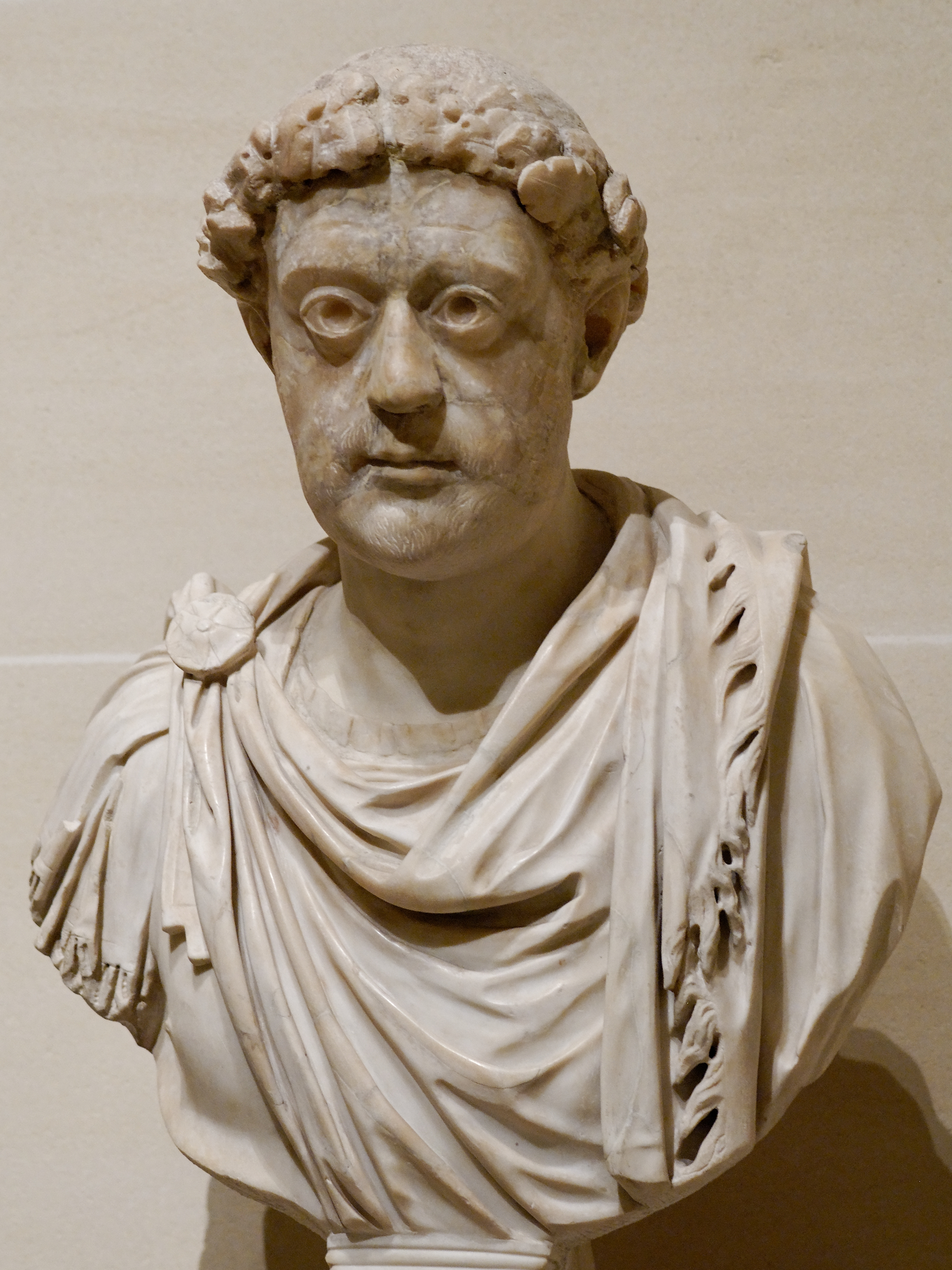
Buste de Léon Ier, Musée du Louvre, Paris.

D'origine thrace, et issu d'un milieu modeste, Léon Ier, fait carrière dans l’armée où il devient le tribun militaire du général Aspar, commandant en chef de l’armée d’Orient (magister militum), qui exerce dans cette partie de l’empire un pouvoir similaire à celui de Ricimer dans la partie occidentale de l’empire.  Alain d’origine et de confession arienne, Aspar ne peut devenir lui-même empereur et espère, à la mort de Marcien (r. 450-457), dernier représentant des Théodosiens, mettre sur le trône un empereur fantoche qu’il pourrait manipuler à sa guise. Une fois nommé, Léon, pour se débarrasser de la tutelle des Goths détestés par la population, fait alliance avec le peuple belliqueux des Isauriens dont le chef Tarassicodissa parait dans la capitale, chassa Aspar du pouvoir, et épousa la fille de Léon, Ælia Ariadnè, en 466, adoptant le nom grec de Zénon,,.
Au moment où Léon prend le pouvoir, l’Empire romain d’Occident est à l’agonie. Même s’il doit faire preuve d'un sursaut d’énergie pendant le règne de Majorien de 457 à 461, la partie occidentale de l’empire est alors réduite à l’Italie, au nord de la Gaule et à la façade méditerranéenne de l’Espagne. Les tentatives de Léon Ier puis de Majorien pour reconquérir le nord de l’Afrique en 460 n’ont guère de succès, et ces territoires demeurent aux mains des Vandales jusqu’au règne de Justinien Ier au début du VIe siècle,.
Léon Ier a sans doute été le premier empereur à recevoir la couronne des mains du patriarche de Constantinople dont l’importance a été reconnue par le récent concile de Chalcédoine en 451. Jusque-là, les empereurs étaient élevés sur un bouclier, puis acclamés par l’armée, le peuple et le Sénat. À cette acclamation civile et militaire, s’ajoute dorénavant une consécration religieuse qui remplace progressivement la première cérémonie.

## Léon II (janvier – novembre 474)

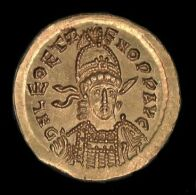
Pièce de monnaie de Léon II.

La fille de Léon  Ier Ælia Ariadnè, a donc épousé le chef du clan isaurien, Zénon, dont elle a eu en 467 un fils, nommé Léon comme son grand-père. Léon Ier le proclame « césar » en octobre 473, puis « coempereur » en novembre de la même année, le désignant ainsi comme son successeur. Âgé de sept ans lorsqu’il devient empereur, Léon II nomme presque immédiatement son père, Zénon, comme coempereur, mais décède le 10 novembre de la même année dans des circonstances mal éclaircies,,.

## Zénon (474-475, 476-491)

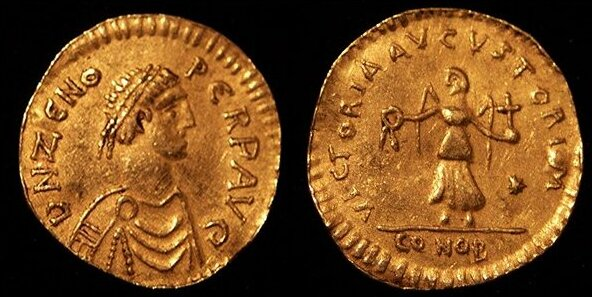
Trémissis à l’effigie de Zénon.

La lente ascension de Zénon à la dignité impériale a établi la supériorité des Isauriens sur les Alains par l’élimination d’Aspar et de ses fils Ardabur et Patricius en 471. Toutefois, ce double meurtre lui vaut l’inimitié des Alains établis dans l’empire, alors qu’il fait face au ressentiment d’une partie de la famille impériale et à celui de la population pressurée maintenant par les Isauriens au lieu des Goths.
Dans la famille impériale, la belle-mère de Zénon, Ælia Verina, ne cesse au cours des ans de comploter contre lui. Avec l’aide de son frère, Basiliscus, elle provoque en 475 un soulèvement populaire qui force Zénon à s’enfuir dans son Isaurie natale alors que Basiliscus s’empare du pouvoir qu’Ælia Verina destine à son amant, le maitre de la milice Patrice. Furieuse, elle se réconcilie avec Zénon et, vingt mois plus tard, en 476, Basiliscus est à son tour chassé du pouvoir : Zénon peut reprendre le trône,,.
Cette même année dans la partie occidentale de l’empire, Odoacre, chef skire, venu de Pannonie, engagé dans l’armée romaine, dépose le dernier empereur d’Occident, Romulus Augustulus, et après le bref intervalle de Julius Nepos renvoie les insignes impériaux à Constantinople, où, satisfait de cette reconnaissance théorique, Zénon le nomme magister militum per Italiam, gouvernant théoriquement cette partie de l’empire au nom de Constantinople. Cette reconnaissance est de courte durée, car cherchant à se débarrasser des Germains de la péninsule balkanique, Zénon persuade leur chef, Théodoric l’Amale, d’aller s’installer en Italie où Théodoric tue et remplace Odoacre en 493.
L'empire d’Orient débarrassé des Goths, le combat s’engage alors entre les Isauriens eux-mêmes, et Zénon doit lutter pendant de nombreuses années contre son ancien général, Ilius, et son compatriote Léonce qu’Ælia Verina souhaite voir porter au trône. Zénon réussit à faire exécuter l’un et l’autre en 488,,.
Cette crise politique se déroule sur fond de crise religieuse mettant aux prises les partisans du Concile de Chalcédoine (451) se recrutant surtout en Europe et les monophysites nombreux en Asie. Ainsi, Basiliscus a épousé le parti des monophysites, s’assurant de soutiens en Égypte et en Palestine. 
Zénon tente de réconcilier les deux partis en promulguant en 482 un édit d’union, l'Henotikon, compromis rétablissant l’union entre les quatre patriarcats orientaux, mais s’aliénant les extrémistes des deux côtés, en plus de provoquer un schisme avec Rome, dit schisme acacien, qui va durer jusqu’en 519 ,,.

## AnastaseIer(491-518)

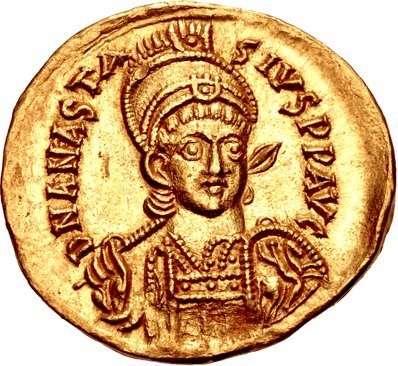
Solidus de l’empereur Anastase Ier.

Le seul fils de Zénon étant mort de dysenterie à l’adolescence et Zénon lui-même n’ayant pas désigné d’héritier, le peuple se tourne à sa mort vers son épouse et fille de Léon Ier, Ariadne, pour désigner un successeur. Son choix se porte sur un haut fonctionnaire de la cour, déjà âgé, mais qui a le mérite d’être d’ascendance grecque" et non isaurienne, Anastase, qu’elle va épouser quarante jours plus tard, faisant ainsi entrer celui-ci dans la dynastie thrace.
Excellent administrateur, Anastase entreprend dès 497 une vaste réforme économique, substituant les paiements en argent aux paiements  en nature. En même temps et pour faciliter les transactions, il introduit une monnaie de bronze en diverses dénominations dont la plus basse, le follis (à peu près équivalant au prix d’un pain), s’échange à 240 pour un nomisma d’or. Anastase abolit également le chrysargyre, une taxe indirecte particulièrement détestée des marchands, et remplace les allocations militaires en rations, armement, uniformes, etc. par des soldes permettant aux soldats d’acheter ce dont ils ont besoin. Encadrés par diverses mesures visant à prévenir la corruption, le nouveau système permet de renflouer les coffres de l’État lesquels, au moment de la mort d’Anastase, contiennent 320 000 livres d’or ,,,.
Anastase s'avère moins heureux sur le plan intérieur et son règne est marqué par de nombreuses révoltes ethniques, religieuses et sociales.
L’avènement d’Anastase marque la fin de la domination des Isauriens qui auraient voulu voir le frère de Zénon, Longin, lui succéder. Porté au pouvoir, Anastase exile presque immédiatement Longin en Égypte et chasse les Isauriens de Constantinople, les privant de leur subvention annuelle : il s’ensuit une guerre qui dure jusqu’en 497 .
À cela s’ajoute la suite des différents religieux et sociaux qui ont marqué les règnes précédents. 
Les partis des Bleus et des Verts ne sont pas seulement des organisations sportives : leurs chefs sont nommés par le gouvernement et exercent d’importantes fonctions soit dans la milice urbaine, soit dans l’entretien des murailles. Si d’importantes couches de la population se rallient à l'un ou l'autre parti, les Bleus se recrutent surtout dans l’aristocratie sénatoriale et parmi les grands propriétaires fonciers et représentent plutôt la partie occidentale de l’empire, alors que les Verts ont leurs plus ardents partisans parmi les représentants du commerce et de l’industrie et viennent des régions asiatiques de l’empire. Dès lors, les Bleus soutiennent généralement l’orthodoxie et les Verts le monophysisme.
Anastase, dont les sympathies monophysites deviennent de plus en plus évidentes et dont la politique économique favorise l’industrie et les métiers, se retrouve ainsi plutôt du côté des Verts, quoique son antipathie à l'endroit des spectacles publics lui vaut la réprobation aussi bien des Bleus que des Verts. À nombre de reprises l’empereur est la cible, des uns comme des autres, soit de leurs efforts conjugués : les statues de l’empereur sont souvent renversées et trainées dans les rues, alors que lui-même est l’objet de démonstrations hostiles à l’hippodrome, .
Déjà soupçonné de sympathies monophysites à son avènement (le patriarche Euphèmios exige avant de le couronner une profession de foi par laquelle il s’engage à respecter les décrets de Chalcédoine), Anastase ménage dans un premier temps  les chalcédoniens et fait plusieurs tentatives de rapprochement avec Rome pour mettre fin au schisme acacien. Ses efforts n’ayant pas produit les résultats escomptés, il se met à favoriser de plus en plus ouvertement les monophysites  allant jusqu’à déposer le patriarche de Constantinople Euphémios, son successeur Macedonius et le patriarche d’Antioche Flavien, ce qui conduit Vitalien, commandant de l’armée de Thrace se présentant comme le champion de l’orthodoxie à se révolter et, de 512 à 515, à attaquer Constantinople à trois reprises. Ceci décide l’empereur à faire construire un mur de quelque 65 kilomètres de long à l’ouest de la capitale qui porte son nom. À sa mort, en 518, une fragile paix religieuse règne en Égypte et en Syrie, mais la révolte gronde au cœur de l’empire. Il appartient à son successeur, Justin Ier, de se réconcilier avec Rome en 519,,, .
Anastase n’ayant pas d’héritier, l'armée se charge de lui désigner un successeur : son choix se porte sur l’un des siens, le général Justin qui adopte rapidement son neveu, Justinien, donnant ainsi naissance à la dynastie des Justiniens.
De 457 à 518, la dynastie thrace préside une période de reconstruction économique que facilitent les réformes monétaires d’Anastase. Les nombreuses révoltes qui se succèdent ne sont pas engendrées par le marasme économique, mais plutôt encouragées par une nouvelle prospérité. Bien installé au pouvoir, le gouvernement réussit relativement facilement à les maitriser grâce à une fonction publique et à une armée bien disciplinées. Et si le problème religieux et les différences entre les parties occidentales et orientales de l’empire subsistent, le monophysisme est en voie de s’éteindre.

## Personnalités notables
Parmi les personnalités notables de cette dynastie, on peut citer :
- Aelia Verina, épouse de Léon Ier et sœur de Basiliscus, impératrice de 457 à 474.
- Armatus, neveu de Basiliscus et de Vérina.
- Aelia Ariadnè, fille de Léon Ier et épouse de Zénon puis d'Anastase, impératrice en 474-475.
- Julius Nepos, empereur d'Occident, le mari de la nièce de Léon Ier.

## Généalogie
|                      |                      |                      |                      |                         |                         |                         |                         |                         |                         |                        |                        |                        |                        |                  |                  |                             |                             |                             |                             |                             |                             |                         |                         |                         |                         |                   |                   |                        |                        |                        |                        |                        |                        |
|                      |                      |                      |                      |                         |                         |                         |                         |                         |                         |                        |                        |                        |                        |                  |                  |                             |                             |                             |                             |                             |                             |                         |                         |                         |                         |                   |                   |                        |                        |                        |                        |                        |                        |
|                      |                      |                      |                      | LÉON Ier (v. 411 - 474) | LÉON Ier (v. 411 - 474) | LÉON Ier (v. 411 - 474) | LÉON Ier (v. 411 - 474) | LÉON Ier (v. 411 - 474) | LÉON Ier (v. 411 - 474) |                        |                        | Vérine (? - 484)       | Vérine (? - 484)       | Vérine (? - 484) | Vérine (? - 484) | Vérine (? - 484)            | Vérine (? - 484)            |                             |                             | BASILISCUS (? - v. 477)     | BASILISCUS (? - v. 477)     | BASILISCUS (? - v. 477) | BASILISCUS (? - v. 477) | BASILISCUS (? - v. 477) | BASILISCUS (? - v. 477) |                   |                   | Ælia Zenonis (? - 477) | Ælia Zenonis (? - 477) | Ælia Zenonis (? - 477) | Ælia Zenonis (? - 477) | Ælia Zenonis (? - 477) | Ælia Zenonis (? - 477) |
|                      |                      |                      |                      | LÉON Ier (v. 411 - 474) | LÉON Ier (v. 411 - 474) | LÉON Ier (v. 411 - 474) | LÉON Ier (v. 411 - 474) | LÉON Ier (v. 411 - 474) | LÉON Ier (v. 411 - 474) |                        |                        | Vérine (? - 484)       | Vérine (? - 484)       | Vérine (? - 484) | Vérine (? - 484) | Vérine (? - 484)            | Vérine (? - 484)            |                             |                             | BASILISCUS (? - v. 477)     | BASILISCUS (? - v. 477)     | BASILISCUS (? - v. 477) | BASILISCUS (? - v. 477) | BASILISCUS (? - v. 477) | BASILISCUS (? - v. 477) |                   |                   | Ælia Zenonis (? - 477) | Ælia Zenonis (? - 477) | Ælia Zenonis (? - 477) | Ælia Zenonis (? - 477) | Ælia Zenonis (? - 477) | Ælia Zenonis (? - 477) |
|                      |                      |                      |                      |                         |                         |                         |                         |                         |                         |                        |                        |                        |                        |                  |                  |                             |                             |                             |                             |                             |                             |                         |                         |                         |                         |                   |                   |                        |                        |                        |                        |                        |                        |
| ZÉNON (v. 425 - 491) | ZÉNON (v. 425 - 491) | ZÉNON (v. 425 - 491) | ZÉNON (v. 425 - 491) | ZÉNON (v. 425 - 491)    | ZÉNON (v. 425 - 491)    |                         |                         | Ariane (av. 457 - 515)  | Ariane (av. 457 - 515)  | Ariane (av. 457 - 515) | Ariane (av. 457 - 515) | Ariane (av. 457 - 515) | Ariane (av. 457 - 515) |                  |                  | ANASTASE Ier (v. 430 - 518) | ANASTASE Ier (v. 430 - 518) | ANASTASE Ier (v. 430 - 518) | ANASTASE Ier (v. 430 - 518) | ANASTASE Ier (v. 430 - 518) | ANASTASE Ier (v. 430 - 518) |                         |                         | MARC (? - v. 477)       | MARC (? - v. 477)       | MARC (? - v. 477) | MARC (? - v. 477) | MARC (? - v. 477)      | MARC (? - v. 477)      |                        |                        |                        |                        |
| ZÉNON (v. 425 - 491) | ZÉNON (v. 425 - 491) | ZÉNON (v. 425 - 491) | ZÉNON (v. 425 - 491) | ZÉNON (v. 425 - 491)    | ZÉNON (v. 425 - 491)    |                         |                         | Ariane (av. 457 - 515)  | Ariane (av. 457 - 515)  | Ariane (av. 457 - 515) | Ariane (av. 457 - 515) | Ariane (av. 457 - 515) | Ariane (av. 457 - 515) |                  |                  | ANASTASE Ier (v. 430 - 518) | ANASTASE Ier (v. 430 - 518) | ANASTASE Ier (v. 430 - 518) | ANASTASE Ier (v. 430 - 518) | ANASTASE Ier (v. 430 - 518) | ANASTASE Ier (v. 430 - 518) |                         |                         | MARC (? - v. 477)       | MARC (? - v. 477)       | MARC (? - v. 477) | MARC (? - v. 477) | MARC (? - v. 477)      | MARC (? - v. 477)      |                        |                        |                        |                        |
|                      |                      |                      |                      |                         |                         |                         |                         |                         |                         |                        |                        |                        |                        |                  |                  |                             |                             |                             |                             |                             |                             |                         |                         |                         |                         |                   |                   |                        |                        |                        |                        |                        |                        |
|                      |                      |                      |                      | LÉON II (v. 467 - 474)  |                         |                         |                         |                         |                         |                        |                        |                        |                        |                  |                  |                             |                             |                             |                             |                             |                             |                         |                         |                         |                         |                   |                   |                        |                        |                        |                        |                        |                        |